# Cool Biz
Cool Biz é uma campanha advogada pelo Ministério Japonês do Meio Ambiente (Ministry of the Environment; MOE) desde o verão de 2005 como um meio para ajudar a reduzir o consumo de energia elétrica, limitando o uso de ar condicionado. Esta ideia foi proposta pela então ministra do MOE Yuriko Koike, durante o governo de Junichiro Koizumi.
Após o terremoto e o tsunami em Fukushima, diversos reatores nucleares foram desligados. Sem a energia nuclear provida por eles, o governo japonês temia ficar sem energia o suficiente durante o verão e então antecipou a campanha, agora chamda "Super Cool Biz", que incetivava que os japoneses fossem trabalhar com trajes de praia.